# 15 cm sFH 13
De 15 cm schwere Feldhaubitze 13 (15 cm sFH 13), was een zware veldhouwitser gebruikt door Duitsland in de Eerste Wereldoorlog en het begin van de Tweede Wereldoorlog .

## Geschiedenis
De houwitser was een verdere ontwikkeling van de vorige, standaard, houwitser, de 15 cm sFH 02. Er waren enkele verbeteringen: Het kanonschild ter bescherming van de artilleristen en een langere loop voor een groter bereik. Aanvankelijk waren er ernstige problemen met de zwakke terugstoot en met ontploffingen in de loop; deze problemen werden echter grotendeels opgelost door verbeterde versies.
Ongeveer 3000 van deze houwitsers werden geproduceerd door de Duitse wapenfabrikanten Krupp, Rheinmetall en Spandau. Zij bleven overigens ook na de Eerste Wereldoorlog dienen bij de Reichswehr en later, na 1933, voor de Wehrmacht. In het Interbellum gold de 15 cm sFH 13 als de standaard zware houwitser, tot de ingebruikname van de 15 cm sFH 18, daarna gebruikte men de houwitser als kustartillerie en als artillerie voor trainings- en reserve-eenheden. Enkele van deze werden overigens overgedragen aan België als onderdeel van de herstelbetalingen. Na de verovering van België in 1940 nam de Wehrmacht deze terug als de 15 cm sFH 409(b) en de 406(h) . In de loop van de Tweede Wereldoorlog werden 94 van deze houwitsers gemonteerd op Lorraine 37L-trekkers en gebruikt als gemechaniseerd geschut. Deze werden de 15 cm sFH13 / 1 (Sf) auf Geschuetzwagen Lorraine Schlepper genoemd.

## Fotogalerij

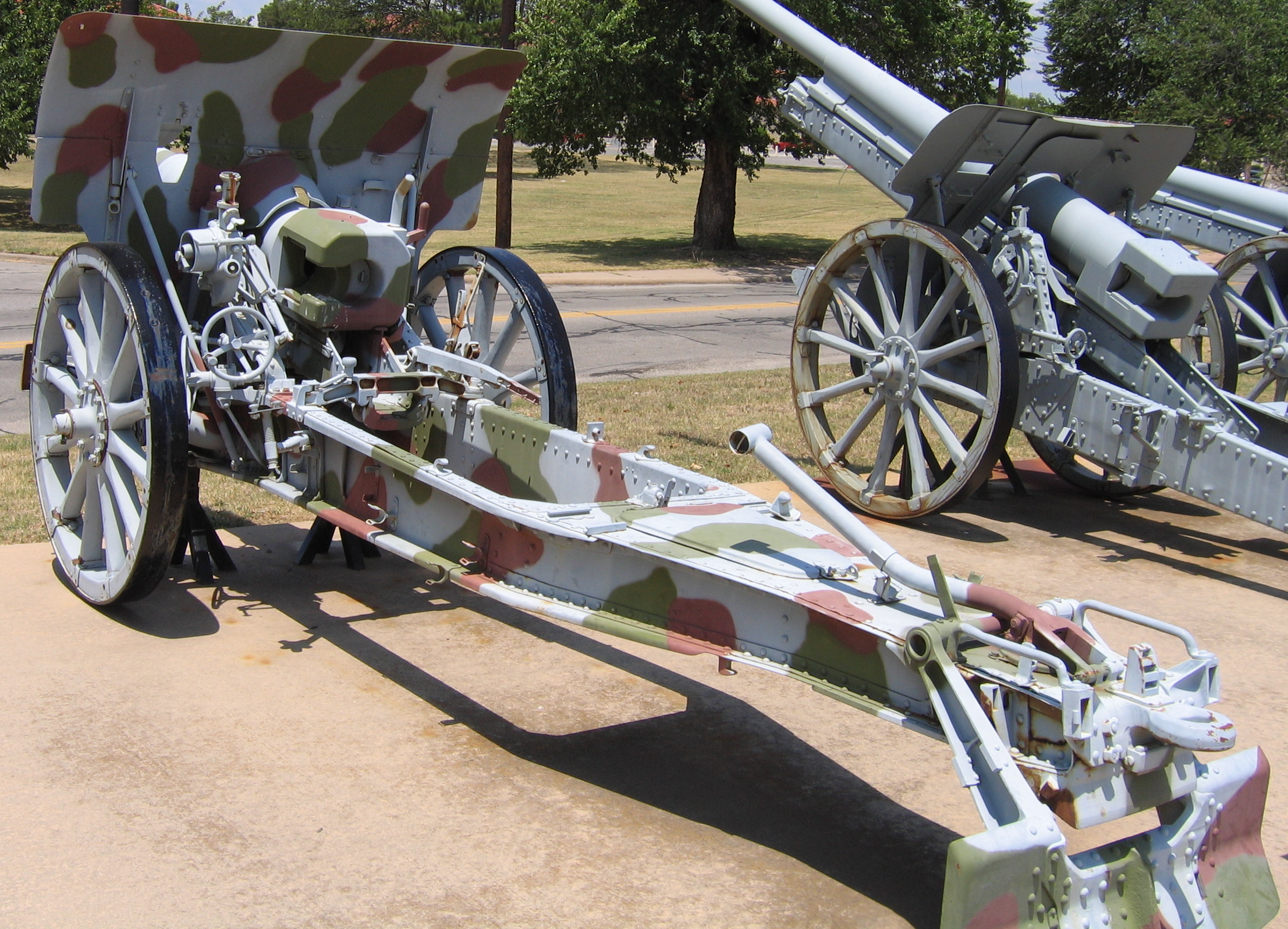
Een sFH 13 in het Museum van de veldartillerie in Oklahoma
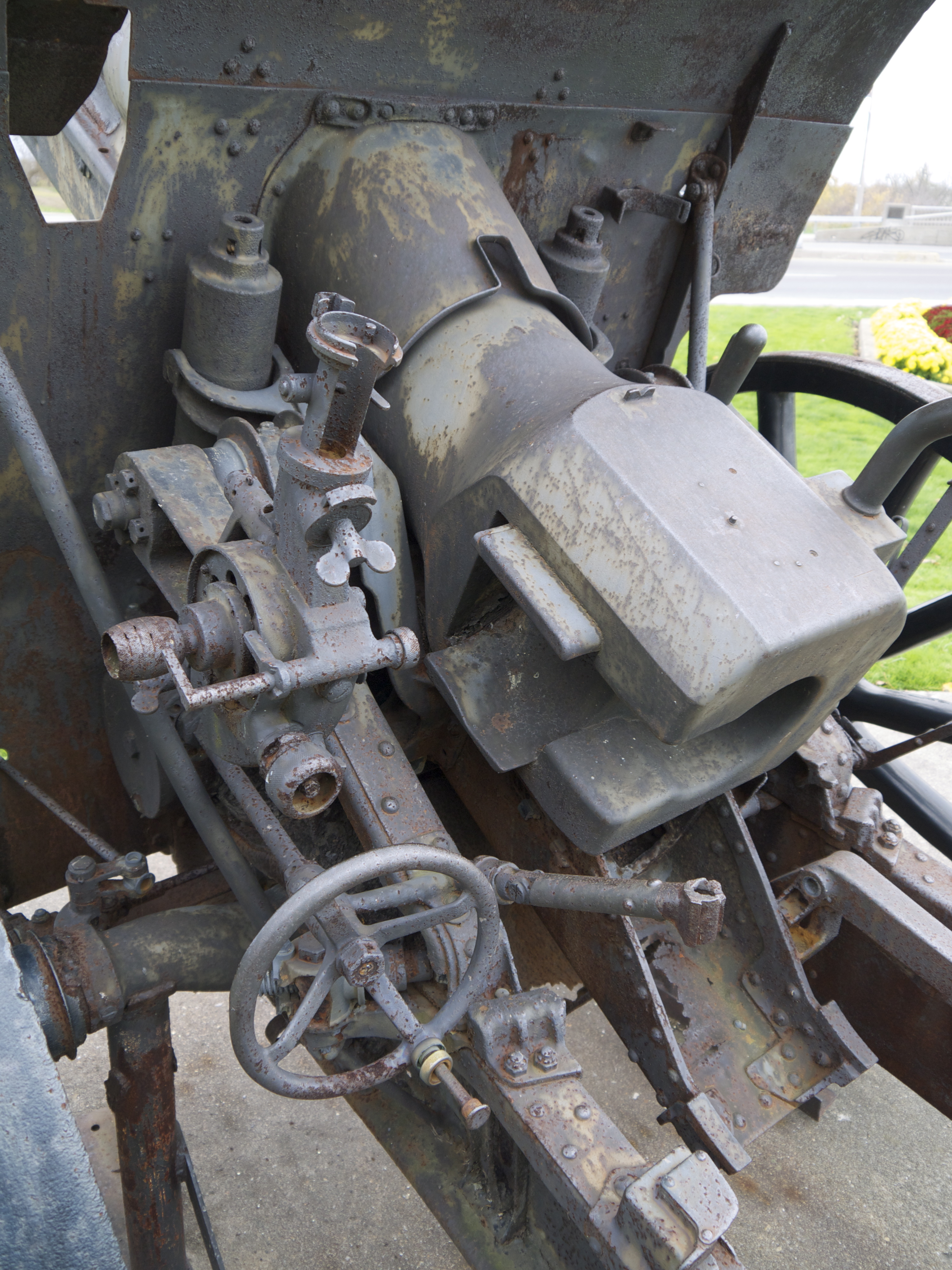
Sluitstuk
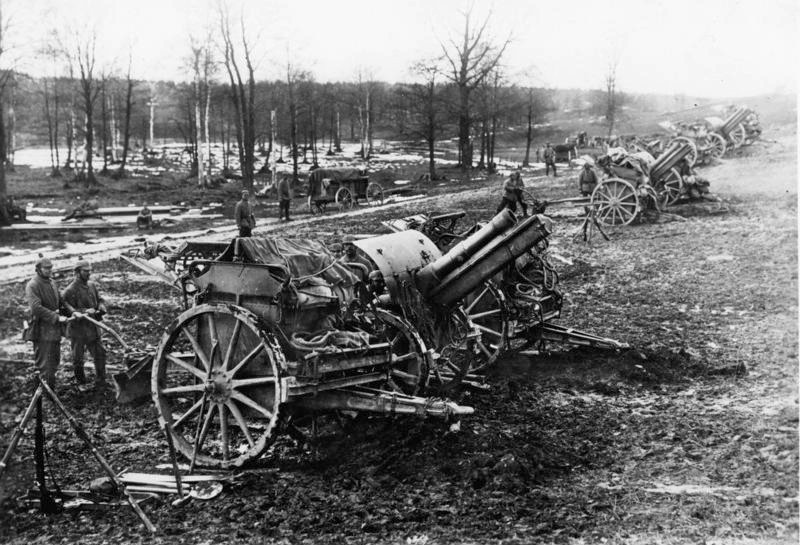
Batterij in de Slag bij Arras, 1917
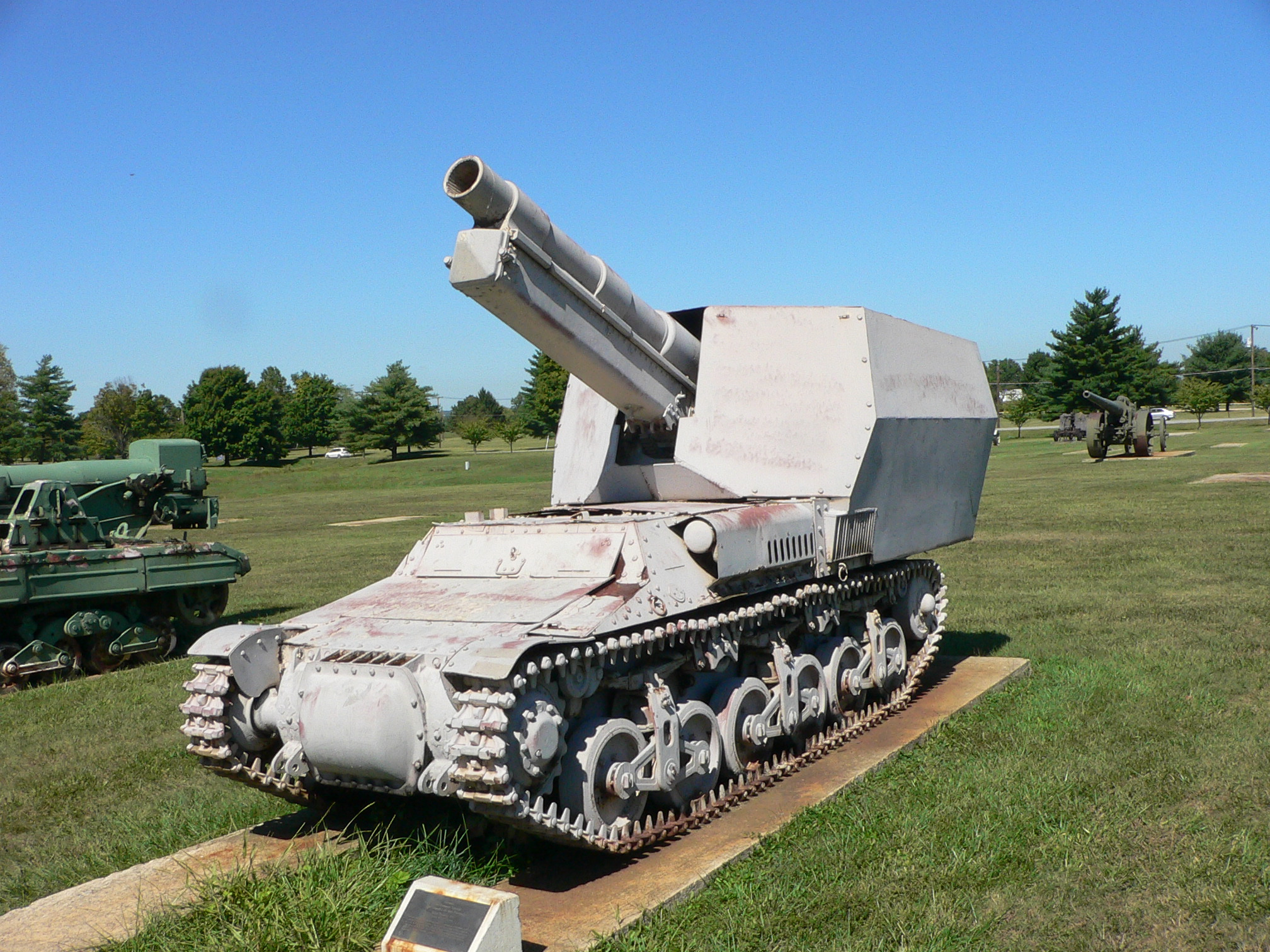
Een 15 cm sFH13 op het chassis van de Lorraine Schlepper